# Azerbajdzjans Grand Prix
Azerbajdzjans Grand Prix är en deltävling i formel 1-VM som körs på stadsbanan Baku City Circuit i Baku sedan säsongen 2017, med undantag för säsongen 2020. Under säsongen 2016 genomfördes ett F1-lopp i Baku på samma bana under namnet Europas Grand Prix.

## Vinnare
| År   | Bana              | Förare           | Konstruktör |
| ---- | ----------------- | ---------------- | ----------- |
| 2017 | Baku City Circuit | Daniel Ricciardo | Red Bull    |
| 2018 | Baku City Circuit | Lewis Hamilton   | Mercedes    |
| 2019 | Baku City Circuit | Valtteri Bottas  | Mercedes    |
| 2020 | Kördes ej.        | Kördes ej.       | Kördes ej.  |
| 2021 | Baku City Circuit | Sergio Pérez     | Red Bull    |
| 2022 | Baku City Circuit | Max Verstappen   | Red Bull    |
| 2023 | Baku City Circuit | Sergio Pérez     | Red Bull    |
| 2024 | Baku City Circuit | Oscar Piastri    | McLaren     |